# Fator primo
Em teoria dos números, os fatores primos de um inteiro positivo são os números primos que dividem esse inteiro exatamente.
A fatoração prima de um número inteiro positivo é uma lista dos fatores primos cujo produto resulta no inteiro, juntamente com suas multiplicidades; o processo de determinação desses fatores é chamado de fatoração de inteiros. O teorema fundamental da aritmética , diz que cada número inteiro positivo tem uma única fatoração prima.
Para encurtar a fatoração prima, os fatores são muitas vezes expressos em potências (multiplicidades). Por exemplo,
{\displaystyle 360=2\times 2\times 2\times 3\times 3\times 5=2^{3}\times 3^{2}\times 5,}
em que os fatores 2, 3 e 5, tem multiplicidades 3, 2 e 1, respectivamente.
Para um factor primo p de n, a multiplicidade de p é o maior expoente a para o qual pa divide n exatamente.
Para um inteiro positivo n, o número de fatores primos de n e a soma dos fatores primos de n (sem contar a multiplicidade) são exemplos de funções aritméticas de n que são aditivas , mas não completamente aditivas.

## Quadrados perfeitos
Quadrados perfeitos podem ser reconhecidos pelo fato de que todos os seus fatores primos têm multiplicidade par. Por exemplo, o número 144 (o quadrado de 12) tem os seguintes fatores primos
{\displaystyle 144=2\times 2\times 2\times 2\times 3\times 3=2^{4}\times 3^{2}.}
Estes podem ser reorganizados para tornar o padrão mais visível:
{\displaystyle 144=2\times 2\times 2\times 2\times 3\times 3=(2\times 2\times 3)\times (2\times 2\times 3)=(2\times 2\times 3)^{2}=(12)^{2}.}
Como cada fator primo aparece um número par de vezes, o número original pode ser expresso como o quadrado de algum número menor. Da mesma forma, cubos perfeitos terão fatores primos cujas multiplicidades são múltiplos de três, e assim por diante.

## Números inteiros primos entre si
Números inteiros positivos sem fatores primos em comum são ditos primos entre si (coprimos). Dois inteiros a e b também podem ser definidos como primos entre si se o seu máximo divisor comum mdc(a, b) = 1. O algoritmo de Euclides pode ser usado para determinar se dois números inteiros são primos entre si sem conhecer seus fatores primos; o algoritmo é executado em um tempo em que é polinomial no número de dígitos envolvidos.
O número inteiro 1 é coprimo para todo inteiro positivo, incluindo ele mesmo. Isso decorre do fato de ele não ter fatores primos, é o produto vazio. Isto implica mdc(1, b) = 1 para qualquer b ≥ 1.

## Aplicativos de criptografia
Determinar os fatores primos de um número é um exemplo de um problema freqüentemente usado para garantir a segurança de criptografia em criptografia de sistemas; acredita-se que esse problema requer um tempo super-polinomial no número de dígitos — é relativamente fácil construir um problema que levaria mais tempo do que o conhecido da idade do universo para resolver usando algoritmos em computadores atuais.

## Funções Omega
A função ω(n) representa o número de fatores primos distintos de n, enquanto a função Ω(n) (Omega maiúscula) representa o número total de fatores primos de n.
se
{\displaystyle n=\prod _{i=1}^{\omega (n)}p_{i}^{\alpha _{i}},},
então
{\displaystyle \Omega (n)=\sum _{i=1}^{\omega (n)}\alpha _{i}.}
Por exemplo, 24 = 23 × 31,
então
ω(24) = 2
e
Ω(24) = 3 + 1 = 4
- ω(n) para n = 1, 2, 3, ... é, respectivamente, 0, 1, 1, 1, 1, 2, 1, 1, 1, ... (sequência A001221 na OEIS).
- Ω(n) para n = 1, 2, 3, ... é, respectivamente, 0, 1, 1, 2, 1, 2, 1, 3, 2, ... (sequência A001222 na OEIS).